# Conjunt de solucions
En matemàtiques, un conjunt de solucions és el conjunt de valors que satisfan un conjunt d'equacions o inequacions donat.
Per exemple, per al conjunt {\displaystyle \{f_{i}\}} de polinomis sobre l'anell {\displaystyle R},
el conjunt de dolucions és el subconjunt de {\displaystyle R} en què els polinomis desapareixen (donen 0 en ser avaluats), formalment
{\displaystyle \{x\in R:\forall i\in I,f_{i}(x)=0\}.\ }
La regió factible d'un problema d'optimització amb restriccions és el conjunt de solucions de les restriccions.

## Exemples
1. El conjunt de solucions de l'equació simple {\displaystyle x=0} és el conjunt {0}.
2. Donat un polinomi no nul qualsevol {\displaystyle f} sobre els nombres complexos en una variable, el conjunt de solucions està format per una infinitat de punts.
3. Tanmateix, en el cas d'un polinomi complex en més d'una variable el conjunt de solucions no té punts aïllats.

## Observació
En geometria algebraica, els conjunts de solucions són anomenats varietats algebraiques si no hi ha desigualtats. Sobre els reals, i amb desigualtats, reben el nom de conjunts semialgebraics.

## Generalització
Més generalment, el conjunt de solucions d'una col·lecció arbitrària E de relacions (Ei) (i varia en un cert conjunt d'índexs I) per una col·lecció d'incògnites {\displaystyle {(x_{j})}_{j\in J}}, que se suposa que prenen valors en els seus espais respectius {\displaystyle {(X_{j})}_{j\in J}}, és el conjunt S de totes les solucions a les relacions E, on una solució {\displaystyle x^{(k)}} és una família de valors {\textstyle {\left(x_{j}^{(k)}\right)}_{j\in J}\in \prod _{j\in J}X_{j}} tals que, en substituir {\displaystyle {\left(x_{j}\right)}_{j\in J}} per {\displaystyle x^{(k)}} en la col·lecció E fa que totes les relacions es compleixin.
El cas anterior és un cas particular d'aquest, quan el conjunt de polinomis fi és interpretat com el conjunt d'equacions fi(x)=0.

### Exemples
- El conjunt de solucions de E = { x+y = 0 } respecte {\displaystyle (x,y)\in \mathbb {R} ^{2}} és S = { (a,−a) : a ∈ R }.
- El conjunt de solucions de E = { x+y = 0 } respecte {\displaystyle x\in \mathbb {R} } és S = { −y }. (Aquí, y no és "declarat" com una incògnita, sinó que és vist com un paràmetre de què l'equació i, per tant, el conjunt de solucions, depèn.)
- El conjunt de solucions de {\displaystyle E=\{{\sqrt {x}}\leq 4\}} respecte {\displaystyle x\in \mathbb {R} } és l'interval S = [0,2] (ja que {\displaystyle {\sqrt {x}}} no està definit per a valors negatius de x).
- El conjunt de solucions de {\displaystyle E=\{e^{ix}=1\}} respecte {\displaystyle x\in \mathbb {C} } és S = 2πZ (vegeu Identitat d'Euler).